# Georg Vogtherr
Georg Vogtherr (* 11. März 1487 in Dillingen an der Donau; † 18. Januar 1539 in Feuchtwangen) war Stiftsvikarier, kurzzeitig während des Bauernkrieges Stadtpfarrer in Vertretung, in Feuchtwangen. Er führte die Reformation ein und amtierte später als Chorherr, Stiftsprediger und Pfarrer/Leutpriester.

## Leben

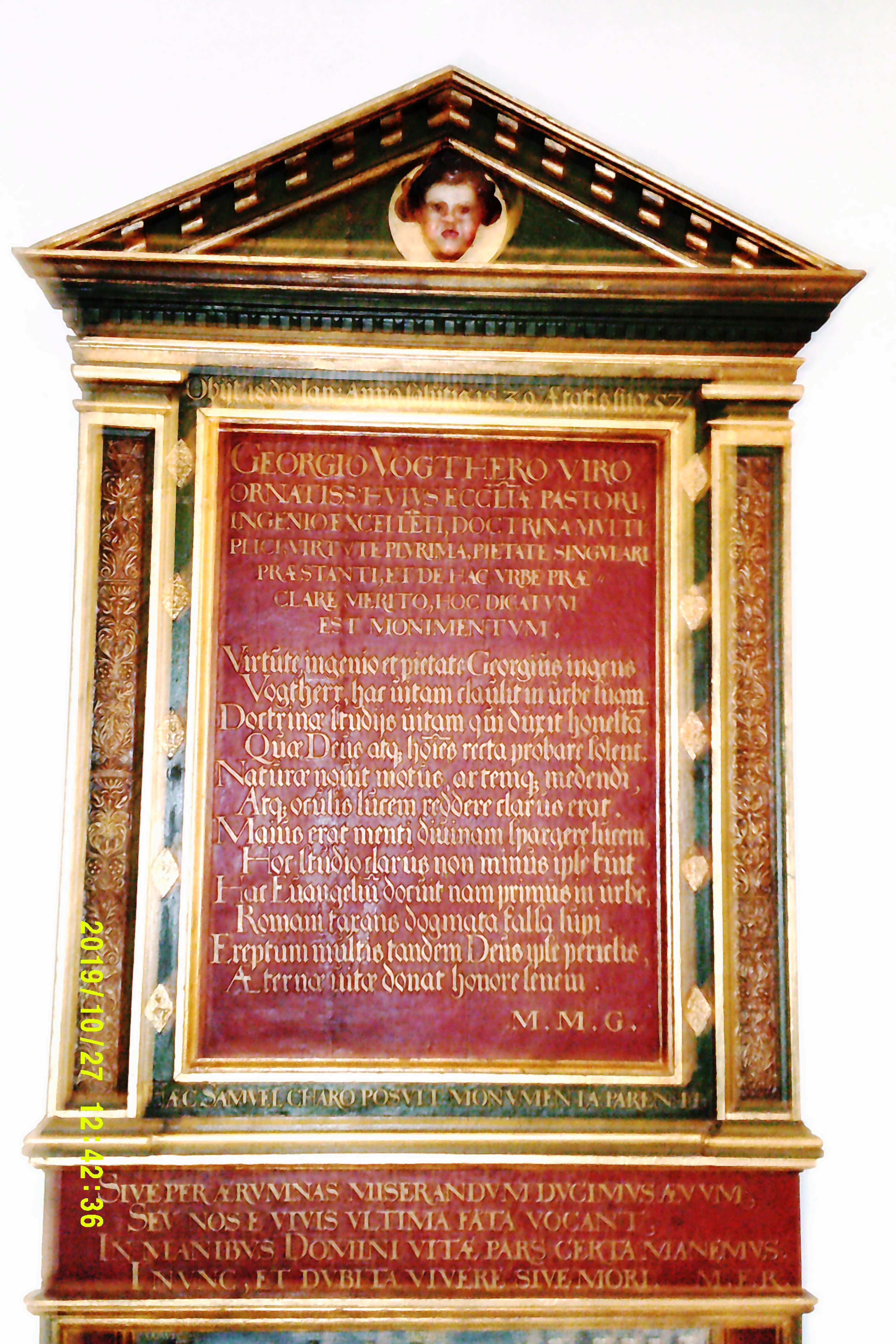
Epitaph von 1539, oberer Abschnitt im nördlichen Seitenschiff der Stiftskirche Feuchtwangen

Vogtherr wurde als Sohn des Arztes Konrad Vogtherr am 11. März 1487 in Dillingen geboren. Seine beiden Brüder waren der Künstler Heinrich Vogtherr der Ältere (1490–1556) und der Arzt Bartholomäus Vogtherr. Er besuchte in Dillingen und vielleicht in Schwäbisch Hall die Schule und schrieb sich 1508 als Student an der Universität Leipzig ein.
1509 oder 1510 kam Vogtherr nach Feuchtwangen und erhielt 1517 eine Pfründe als Stiftsvikarier, da er für den Beruf des Vaters aus gesundheitlichen Gründen untauglich erschien. Zur damaligen Zeit gehörten die Ärzte noch dem Handwerkerstand zu und es war ein Lehrberuf. 1517 und 1522 wird er im Dienst des Zwölfbotenaltars erwähnt. Trotz entgegenstehender Verpflichtungen aus dem Zölibat lebte Vogtherr mit seiner Haushälterin und Lebensgefährtin Agnes zusammen, einer Witwe, mit der er sieben Kinder hatte. Das Übertreten der Vorschrift war umgänglich geworden und die Kanoniker bezahlten für die Beziehungen zu ihren Haushälterinnen an den Bischof von Augsburg jährlich die sogenannte Hurensteuer.
Möglicherweise unter dem Eindruck einer Ablasskampagne im Jahre 1519 begann Vogtherrs Abwendung vom katholischen Glauben. Die Ablasszettel wurden durch den Ansbacher Stiftsdekan Dr. Jodokus Lorcher in Feuchtwangen verkauft. Während der Wirren des Bauernkrieges blieb er im Unterschied zu anderen Stiftskanonikern 1525 allein am Ort zurück und wurde mit der Vertretung des Stadtpfarrers betraut, in diesem Jahr heiratete er Agnes Hoffacker aus Schwäbisch Hall. Der amtierende (Stadt-)Pfarrer Johann Dietrich war Stiftsherr und floh mit den restlichen Chorherren und Stiftsvikariern über Herrieden nach Augsburg. In einer im Text überlieferten Predigt zu Christi Himmelfahrt 1526 wandte er sich deutlich Martin Luther zu. Durch den Landesherren Markgraf Kasimir wurde er abgesetzt, da er nicht von ihm berufen war, sondern durch die Stadt eingesetzt wurde. Seine langjährige Lebensgefährtin Agnes starb schon am 17. Juni 1527. In zweiter Ehe heiratete Vogtherr am 4. Dezember 1528 die Schwester seiner ersten Frau, Sybilla Hoffacker, mit der er weitere sechs Kinder haben sollte.
Nach dem Abflauen der Reformationswirren und dem Tod Markgraf Kasimirs 1527 wurde Georg Vogtherr vom Nachfolger Markgraf Georg dem Frommen 1528 als Stiftsprediger in Feuchtwangen eingesetzt. 1534 erhielt er die Pfarre und zu seiner Unterstützung zwei Kapläne. Nach seinem Tod wurde Vogtherr am Folgetag in der Stiftskirche unter großer Trauer der Gemeinde beigesetzt.

## Nachkommen
Kinder Vogtherrs aus 1. Ehe:

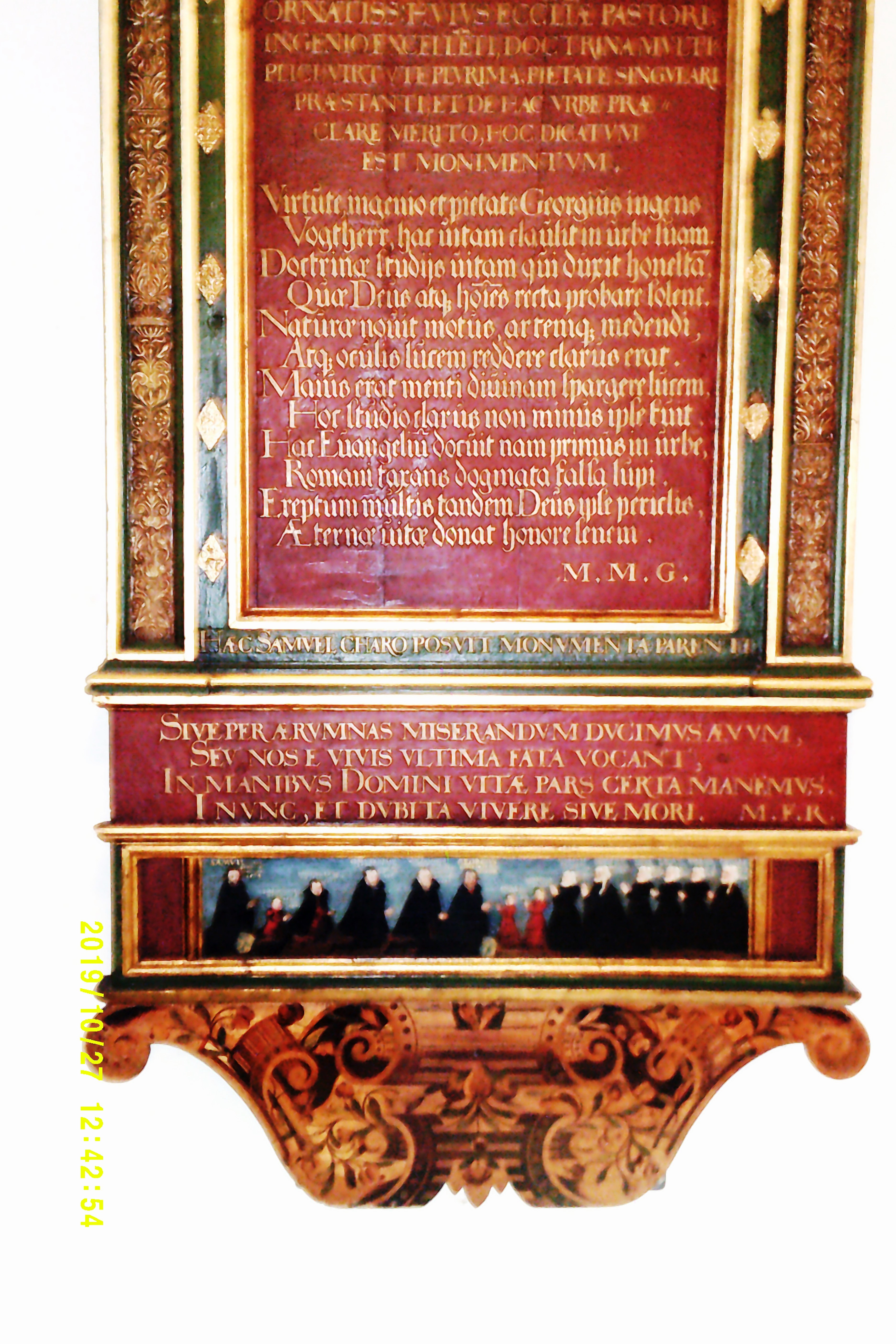
Epitaph von 1539, unterer Abschnitt

1. Georg Hercules Vogtherr, geboren 1519, ein Augenarzt zu Nürnberg, verstorben 1560. Er war zweimal verheiratet, das erste Mal mit Rosina Luger, die ihm drei Kinder gebar: das erste, Georg, starb bald, das zweite, Anna, heiratete später einen Geleitsmann zu Fürth. Das dritte Kind starb ebenfalls früh. Aus seiner zweiten Ehe mit Anna Dächler gingen sechs Kinder hervor und zwar weitere zwei Söhne und zwei Töchter.
2. Johannes, geboren 1522, verstorben an der Pest 1533.
3. Margareta, geboren 1520, verstorben zu Schwabach 1562.

Kinder aus 2. Ehe:
1. Sara, geboren 1532, verstorben 1583 in Oettingen.
2. Maria, geboren 1536, verstorben 1565 in Feuchtwangen.
3. Anna, geboren 1539, verstorben 1566 zu Nürnberg.[1]

Über seinen Sohn aus zweiter Ehe Samuel Vogtherr (* 10. Oktober 1530; † 16. Juli 1584) ist er Stammvater aller Nachkommen mit gleichem Namen. Dieser ließ für seinen verstorbenen Vater einen hölzernen, bemalten Epitaph anfertigen, der ursprünglich (bis zum Umbau der Stiftskirche) unter dem sogenannten „Affenkasten“ (dem erhöhten Beamtenstand) hing, nach Abschluss der Renovierung wurde er im Chor auf der Nordseite angebracht. Heute hängt er, gut sichtbar im nördlichen Seitenschiff. Auf ihm sind der Verstorbene, seine beiden Ehefrauen, sowie der Stifter mit seinen vier Brüdern und seinen sechs Schwestern dargestellt. Der lateinische Text wurde vom Kanoniker M. Magnus Galli (Vikarier, 1559 zugleich Rektor, später 1567 Subdiakon bzw. Pfarrer auf der 2. Pfarrstelle) verfasst.

## Schriften
Vogtherr dürfte der Verfasser eines zunächst anonymen, von seinem Bruder Heinrich gedruckten Buchs über Sonnenuhren gewesen sein: Ein wohlgegründtes, kunstreiches Summari-Büchlin aller Sonnen Uhren, Straßburg 1539. Das Buch wurde im Laufe des 16. Jahrhunderts mehrfach nachgedruckt.